# Överklass (biologi)

Det hierarkiska systemet i biologin

Inom systema naturae kan en stam eller understam bestå av en eller flera överklasser.
Överklasserna i sin tur indelas i klasser.
Ett exempel på en överklass är Tetrapoda (fyrfotadjur).  Den ingår i understammen Vertebrata (ryggradsdjur), och är i sin tur indelad i klasserna Däggdjur, Fåglar, Kräldjur och Groddjur.